# 윤태진 (정치인)
윤태진(尹泰進, 1948년 5월 9일~2018년 6월 19일)은 대한민국의 정치인이다. 제7·8·9대 남동구청장(민선 3·4·5기, 2000~2010)을 지냈다. 인천 도림동에서 출생하였다.

## 약력
- 인천 논현초등학교
- 인천경인중학교
- 인천기계공업고등학교(1964.03~1967.02)
- 한양대학교 정치외교학(학사,1967~1974)

## 경력
- 태광전자 대표
- 민주당 인천남동지구당 수석부위원장(1995년)
- 민주평화통일자문회의 자문위원(1995년)
- 미국 필라델피아시의회 명예시의원
- 인천지하철공사 이사(시민대표)
- 한나라당 인천남동갑지구당 부위원장
- 1995년 7월~2000년: 제2~3대 인천시의회 의원(2선, 한나라당)
- 인천시의회 산업위원회 위원장(1997년 1월)
- 2000년 2월[1]~2010년 3월 3일[2]~2010년 3월: 제7~9대 인천 남동구청장(3선, 한나라당)
- 한나라당 전국위원
- 인천세계도시축전 이사
- 2011년 4월: 한국지역난방공사 상임감사위원
- 2012년 5월: 새누리당 인천광역시당 남동갑 당협위원회 위원장
- 2013년 11월~2015년 11월: 수도권매립지관리공사 감사

## 기타
지난 2000년 1.25 재보궐선거에서 인천에서 한나라당 소속으로 출마하여 당선되었다. 지난 2010년 3월 3일 인천시장에 출마하기 위해 구청장직을 사직하였다.

## 역대 선거 결과
|  | 44.97% |

|  | 34.10% |

|  | 52.0% |

|  | 58.21% |

|  | 58.28% |

|  | 38.52% |